# Armit Island
Armit Island är en ö i Australien. Den ligger i delstaten Queensland, omkring 930 kilometer nordväst om delstatshuvudstaden Brisbane. Arean är 1,1 kvadratkilometer.
Den sträcker sig 1,7 kilometer i nord-sydlig riktning, och 1,0 kilometer i öst-västlig riktning.
Savannklimat råder i trakten. Genomsnittlig årsnederbörd är 1 584 millimeter. Den regnigaste månaden är februari, med i genomsnitt 422 mm nederbörd, och den torraste är oktober, med 17 mm nederbörd.